# Hexatoma tranquilla
Hexatoma tranquilla är en tvåvingeart som först beskrevs av Alexander 1922.  Hexatoma tranquilla ingår i släktet Hexatoma och familjen småharkrankar. Inga underarter finns listade i Catalogue of Life.